# Милан Тренчев
Милан Левков Тренчев е български революционер, деец на Вътрешната македоно-одринска революционна организация.

## Биография
Роден е в 1883 година в кочанското село Чешиново, тогава в Османската империя, днес в Северна Македония. В 1906 година влиза във ВМОРО, за да работи, както сам казва, „за обединението на България“. Служи като четник, куриер и ръководител на местния революционен комитет. В 1911 година е арестуван от османските власти и мъчен. В 1913 година новите сръбски власти го преследват и той бяга в Свободна България, където се присъединява към чета на ВМОРО. Четник е в четата на Иван Бърльо в март - май 1915 година.
В 1919 година сръбските власти го залавят и е осъден на 2 години затвор, които лежи в Щипския затвор.
На 6 март 1943 година, като жител на Чешиново, подава молба за българска народна пенсия, която е одобрена и пенсията е отпусната от Министерския съвет на Царство България.